# Comuna Orsa
Orsa (Orsa kommun) este o comună din comitatul Dalarnas län, Suedia, cu o populație de 6.849 locuitori (2013).

## Geografie

### Zone urbane
Lista celor mai mari zone urbane din comună (anul 2015) conform Biroului Central de Statistică al Suediei:
| Nr | Zona urbană | Pop.  |
| -- | ----------- | ----- |
| 1  | Orsa        | 5.349 |
| 2  | Skattungbyn | 310   |

## Demografie
| \| Evoluția demografică în comuna Orsa, 1970–2015 \| Evoluția demografică în comuna Orsa, 1970–2015 \| Evoluția demografică în comuna Orsa, 1970–2015 \| Evoluția demografică în comuna Orsa, 1970–2015 \| Evoluția demografică în comuna Orsa, 1970–2015 \| \| ----------------------------------------------------------------------------------------------------- \| ---------------------------------------------- \| ---------------------------------------------- \| ---------------------------------------------- \| ---------------------------------------------- \| \| An \| \| \| Locuitori \| \| \| 1970 \| 1970 \| \| 6 917 \| 6 917 \| \| 1975 \| 1975 \| \| 7 005 \| 7 005 \| \| 1980 \| 1980 \| \| 7 354 \| 7 354 \| \| 1985 \| 1985 \| \| 7 353 \| 7 353 \| \| 1990 \| 1990 \| \| 7 351 \| 7 351 \| \| 1995 \| 1995 \| \| 7 399 \| 7 399 \| \| 2000 \| 2000 \| \| 6 986 \| 6 986 \| \| 2005 \| 2005 \| \| 7 020 \| 7 020 \| \| 2010 \| 2010 \| \| 6 922 \| 6 922 \| \| 2015 \| 2015 \| \| 6 750 \| 6 750 \| \| Sursa: SCB - Statistika Centralbyrån, Folkmängd efter region, civilstånd, ålder och kön. År 1968–2016 \| \| \| \| \| |      |  |           |       |
| Evoluția demografică în comuna Orsa, 1970–2015 |      |  |           |       |
| An |      |  | Locuitori |       |
| 1970 | 1970 |  | 6 917     | 6 917 |
| 1975 | 1975 |  | 7 005     | 7 005 |
| 1980 | 1980 |  | 7 354     | 7 354 |
| 1985 | 1985 |  | 7 353     | 7 353 |
| 1990 | 1990 |  | 7 351     | 7 351 |
| 1995 | 1995 |  | 7 399     | 7 399 |
| 2000 | 2000 |  | 6 986     | 6 986 |
| 2005 | 2005 |  | 7 020     | 7 020 |
| 2010 | 2010 |  | 6 922     | 6 922 |
| 2015 | 2015 |  | 6 750     | 6 750 |
| Sursa: SCB - Statistika Centralbyrån, Folkmängd efter region, civilstånd, ålder och kön. År 1968–2016 |      |  |           |       |